# Секс-контроль
«Секс-контроль» — песня рэп-группы «Мальчишник» с их дебютного альбома «Поговорим о сексе». Была написана Андреем «Дельфином» Лысиковым на музыку Павла «Мутабора» Галкина
В песне принял участие «Олень» (Олег Башкатов), бэк-вокалист из альтернативной рэп-группы «Дубовый Гай», взятый в группу вместо «Дэна» летом 1992 года. По словам Дельфина, песня «Секс-контроль» была записана не с целью показать другим своё плохое отношение к неграм, а потому что хотели задеть самолюбие людей, которые принимают рэп слишком близко к сердцу и называют себя «чёрными братьями».
В августе 2013 года Министерство юстиции РФ добавило в список экстремистских материалов текст песни «Секс-контроль» группы «Мальчишник», который был признан экстремистским решением Самарского районного суда Самары от 11 февраля 2011 года.

## Песня на альбоме Bad Balance
В 1994 году отрывок из песни был использован в песне «Отсос» группы Bad Balance. В 1997 году во вступлении к альбому «Чисто про…» прозвучал голос Дельфина из трека «Отсос» с альбома «Налётчики Bad B.» («Меня зовут Дельфин! Я ненавижу музыку чёрных и их самих!»), а затем из уст учителя Лигалайза, Ladjak’а, звучит: «Шеф! Заткни его!». В 1997 году журналист газеты «Московский комсомолец», Капитолина Деловая, раскрыла подробности этого конфликта на телепередаче «Акулы пера», где Дельфин и Мутабор из группы «Мальчишник» признались, что находятся в хороших отношениях с Шефом, а слова Дельфина в интро — всего лишь обыгранный семпл.